# ارنستو توماسی
ارنستو توماسی (انگلیسی: Ernesto Tomasi; ۳۰ اکتبر ۱۹۰۶ – 1997) بازیکن فوتبال اهل ایتالیا بود.
از باشگاه‌هایی که در آن بازی کرده‌است می‌توان به باشگاه فوتبال المپیک مارسی، باشگاه فوتبال یوونتوس، باشگاه فوتبال کن، باشگاه فوتبال آ.اس. رم، و باشگاه فوتبال نیس اشاره کرد.